# Оттон (король Баварії)
Отто Вільгельм Луітпольд Адальберт Вальдемар Баварський (нім. Otto Wilhelm Luitpold Adalbert Waldemar von Bayern; 27 квітня 1848, Мюнхен — 11 жовтня 1916, Мюнхен) — король Баварії. Внаслідок важкого психічного захворювання не міг керувати країною самостійно. Регентами при королі Отто були спочатку його дядько, а потім кузен. Хвороба стимулювала розвиток неврології і психіатрії в Німеччині. Спадкові проблеми з психікою також спостерігалися у старшого брата Отто, знаменитого короля-романтика Людвіга II, і деяких інших представників династії Віттельсбахів.

## Молодість. Військова служба
Принц Отто Баварський був другим сином короля Максиміліана II з дому Віттельсбахів. Отто народився за два місяці до терміну в Мюнхенській резиденції, вибудуваної його дідом Людвігом I. Він отримав ім'я на честь свого дядька і хрещеного батька — короля Греції Оттона I.
У день 15-річчя принц отримав звання молодшого лейтенанта і 1 березня 1864 року а вступив в кадетський корпус. Через 9 днів після цього, 10 березня, помер його батько Максиміліан II, і старший брат Отто, Людвіг II, став королем Баварії, а Отто — його спадкоємцем. З 18 червня по 15 липня 1864 року юні брати приймали у себе двох імператорів — російського Олександра II і австрійського Франца Йосифа I. 2 жовтня того ж року Людвіг і Отто вперше беруть участь з народом в мюнхенських гуляннях — Октоберфесті. Рівно через рік у Отто відбувається перший напад душевної хвороби. Вважається, що обидва брати успадкували її від матері, принцеси Марії Пруської (представниці бічній лінії Гогенцоллернів). Спочатку, як це було нерідко в королівських домах, на стан здоров'я принца не було звернено належної уваги і не було відповідного лікарського контролю.

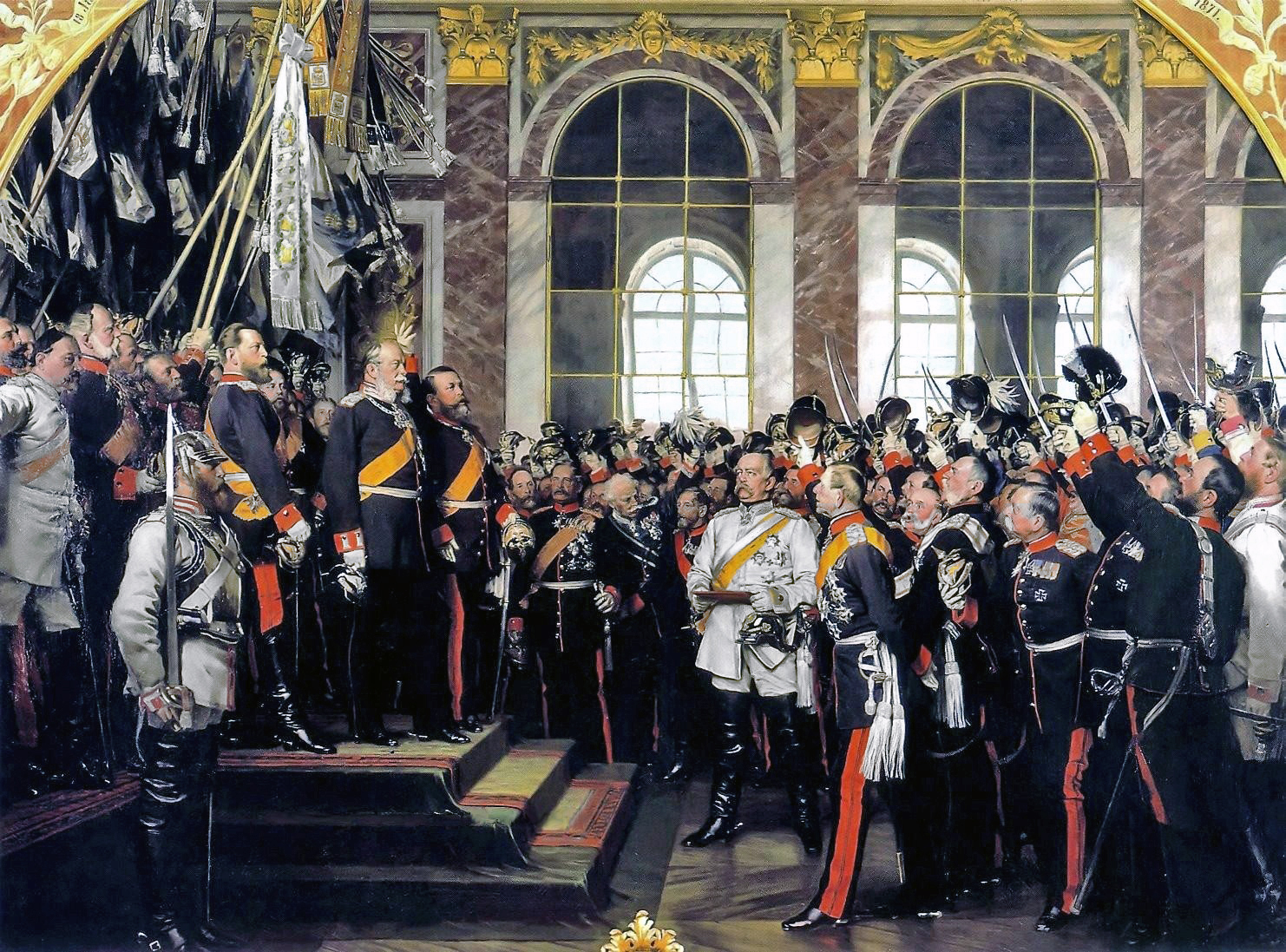
Проголошення Німецької імперії в Версалі

У день 18-річчя брат присвоїв Отто звання капітана, і той попрямував в діючу армію. Після укладення миру з Прусією 10 вересня 1866 рік а принц Отто нагороджений Лицарським хрестом 1-го класу. 29 квітня 1868 отримав лицарський орден св. Георгія. За Франко-прусську війну Отто нагороджений Залізним хрестом (15 січня 1871), а 18 січня був присутній як представник від Баварії (Людвіг II відмовився від участі з політичних міркувань) на проголошення свого двоюрідного дядька Вільгельма I Прусського німецьким імператором в Дзеркальному залі Версаля. Розкіш церемонії йому не сподобалася, про що він написав братові. З цього часу Баварія з незалежного королівства стає федеративною частиною Німецької імперії, підпорядкованої прусському монарху — він же німецький імператор.

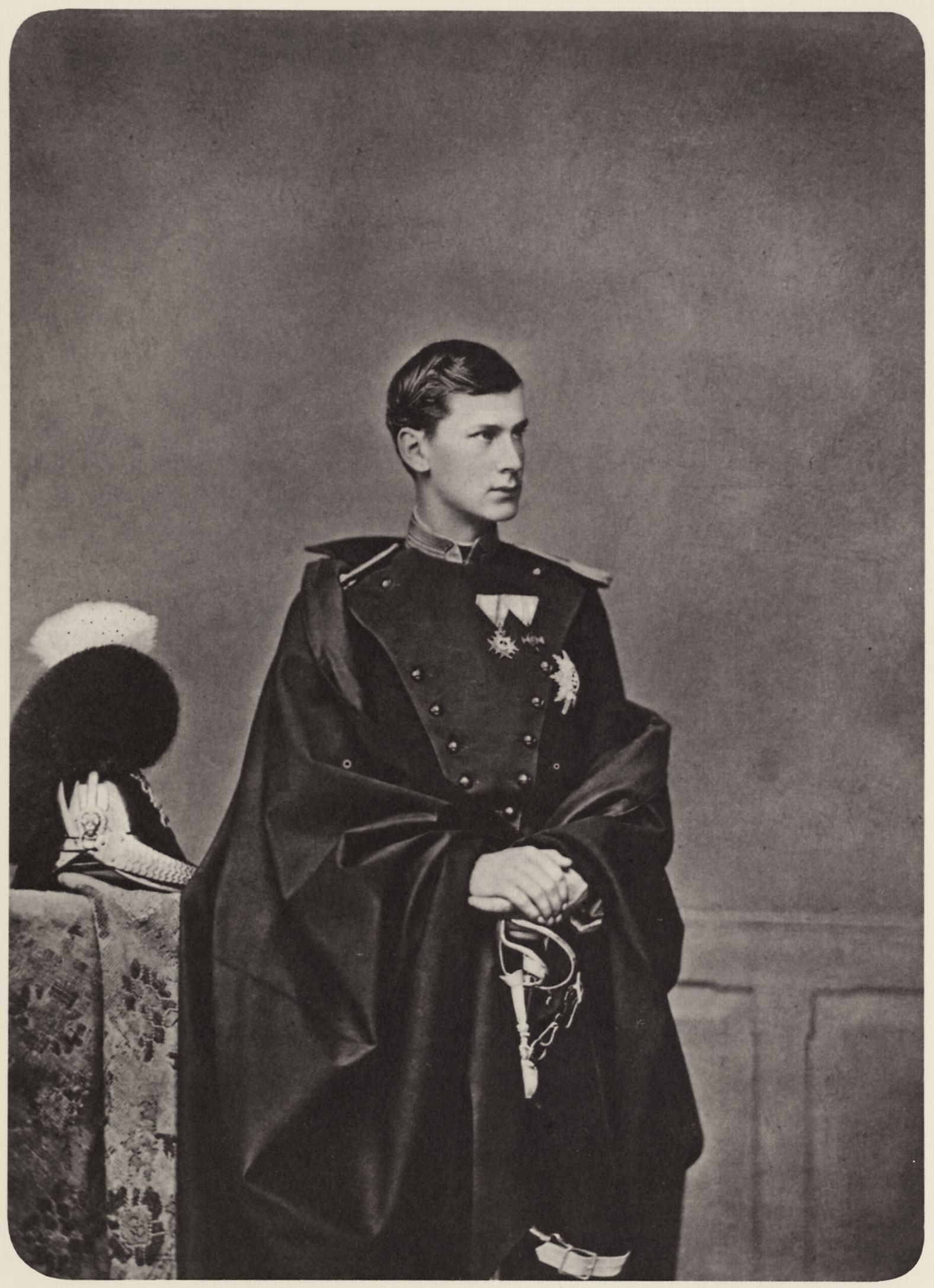
Отто в молодості

За оцінкою психіатра Павла Ковалевського (в статті про Людвіга), принц Отто, "живий, жвавий, дуже рухомий і вразливий, виявляв велику пристрасть і разом з тим великі успіхи в науках. Отримавши міцну загальноосвітню підготовку, він вступив до університету, де з захопленням слухав кращих мюнхенських професорів … Пристрасть до наук скоро змінилася пристрастю до театру, але до театру легкого і фривольного. Обожнювання опереток скоро перетворилося на обожнювання опереткових співачок. Слабке здоров'я не витримало гульб, захоплень і розгулу з жінками, і майбутній король швидко пішов по шляху до повного недоумства ".

## Хвороба і лікування

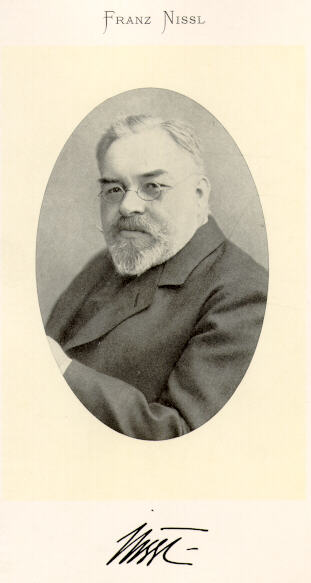
Видатний невролог Франц Ніссль, який працював з Отто

10 травня 1871 принцу, що повернувся з війни знову стає погано. До нього приставляють лікарський нагляд. 15 листопада про хвороби баварського спадкоємця (Людвіг як і раніше був неодружений) доповідають канцлеру імперії Отто фон Бісмарку. 15 січня 1872 принцу поставлений розпливчастий, характерний на той час діагноз: «душевна хвороба». Його поселяють на лікування в замку Людвігсталь в «Баварському лісі», потім з 1873 в замку Нюмфенбург близько Мюнхена; встановлюється режим часткової ізоляції. 27 травня 1875 з 27-річним Отто відбувається припадок в мюнхенської Фрауенкірхе. 22 серпня 1875 він в останній раз з'явився на публіці (з братом) під час Великого королівського параду на Марсовому полі біля Мюнхена. 13 березня 1880 він останній раз переїжджає в замок Фюрстенрід, де прожиє останні 36 років життя.
У той час психологія і психіатрія тільки робили перші кроки, крім того, стан здоров'я монарших осіб зазвичай обгортався відомим туманом. Отто (як і його братові Людвігу, якого, втім, багато сучасники вважали здоровим) ставилися гранично загальні, ненаукові діагнози виду «душевна хвороба», «скорботний розумом». Крім того, про їх стан судили з відгуків третіх осіб. Сучасна наука вважає, що обидва царствених брата страждали від прикордонного розладу особистості.
Отто спочатку лікував мюнхенський психіатр Бернхард фон Гудден (знаменитий перш за все своєю загибеллю разом з Людвігом), який використовував один терапевтичний метод за іншим. І пізніше, протягом довгої хвороби найясніший пацієнт випробував на собі практично всю історію психіатрії другої половини XIX століття. З 1879 за його здоров'ям стежила група «лікарів принца» (нім. Prinzenarzte), яка проживала з ним під одним дахом. Саме працюючи в Фюрстенріде, невропатолог Франц Ніссль, один із лікарів принца з 1885 по 1887 рік, довів до досконалості свої знамениті методи фарбування нейронної тканини; високе завдання стимулювало його пошуки в області кореляції між станом різних типів нейронів і психіатричною картиною. Божевілля спадкоємця (а потім і короля) сприяло підвищенню соціального статусу психіатрії в Баварії; ця галузь стала розглядатися як така, що в числі інших виконує суспільну задачу (Burgmair, Weber 2002).

## Вступ на престол

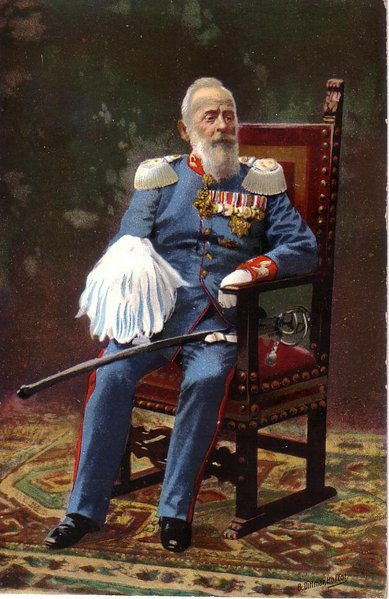
Принц-регент Луітпольд в день свого 90-річчя. 1911

Тим часом увага публіки була прикута до ексцентричної поведінки його старшого брата — Людвіга II, який будував по всій Баварії казкові споруди, протегував музиці, витрачав на це величезні гроші і виявляв також деякі ознаки божевілля (хоча спочатку й незрівнянно більш легкі, ніж у Отто) . Однак в червні 1886 року над Людвігом було встановлено регентство його дядька — принца Луітпольда. Король спробував перешкодити цьому рішенню, напряму звернувшись до народу, але його телеграми були перехоплені, а сам він перевезений в інший замок, і незабаром, 13 червня 1886 року, при нез'ясованих обставинах Людвіг потонув в Штарнберзькому озері разом з лікарем Бернгардом фон Гудденом.
Ніякими діючими законами обхід психічно хворого спадкоємця престолу не був передбачений. 14 червня 1886 року парламент проголосив королем Баварії 38-річного Отто (Оттона) I, причому, з огляду на те, що новий король також за станом здоров'я не міг здійснювати повноважень глави держави, регентство принца Луітпольда збереглося в повному обсязі. 15 червня урядова делегація прибула в Фюрстенрід і зачитала це рішення Отто. За спогадами присутніх, хворий принц при цьому так і не зрозумів, що став королем.
Гійом Аполлінер писав у вірші «Пісня нещасного в любові»: «Луітпольд, старий принц-регент // Опікун двох божевільних царюваннь …»
«Царювання» Отто виявилося досить успішним. Ліберальний і доброзичливий, літній принц Луітпольд (якого спочатку навіть звинувачували у вбивстві Людвіга) швидко став дуже популярним в Баварії. В рамках Імперії королівство користувалося порівняно широкою автономією, уряд провів успішні економічні перетворення. Мюнхен фактично став культурною столицею Німеччини, набагато випереджаючи Берлін; в ньому розвивався стиль модерн, потім авангард.

## Життя хворого короля
В офіційній баварської пресі докладні повідомлення про здоров'я короля не друкували. Проте, в Інсбрукській газеті «Innsbrucker Nachrichten» 14 жовтня 1889 року з посиланням на неназвані джерела в мюнхенських редакціях з'явилась цікава докладна розповідь про життя 41-річного монарха.
Згідно з цим оповіданням, Отто носив довгу і густу огрядну бороду, яка потребувала стрижку, проте коли до нього підходили з ножицями, король енергійно пручався. Пропонували постригти його уві сні, але ніхто не наважився. Погляд короля в більшості випадків нерухомий, був направлений в порожнечу. Тільки побачивши стару служницю Марі, що носила Отто ще в дитинстві на руках, він пожвавлювався і жваво, уривчастими фразами, просив принести який-небудь предмет, наприклад, стакан пива. Тут же він забував, що просив. Отто ходив завжди одягнений в чорне і проходив повз людей, їх не впізнаючи. З ним було заборонено вітатися під час прогулянок. Іноді божевільний король зупинявся в кутку, бурхливо жестикулював і говорив з уявним співрозмовником. Ці напади змінювалися нападами повної апатії, які могли тривати днями.
Пристрастю Отто було куріння. Він викурював від 30 до 36 цигарок в день. Король не вмів запалювати сірники по одному; він чиркав відразу всю зв'язку, закурював і тут же викидав сірники.
Під час обіду з ад'ютантами, лікарями і гофмаршалом король зазвичай їв охоче і багато, пив пиво і командним голосом вимагав шампанське, нормально користувався ножем і виделкою, але серветкою іноді нехтував, витираючись про скатертину. Отто любив часто і довго приймати ванну.
Найбільше Отто ненавидів, коли закривають двері. Всі двері протягом дня були в замку відкриті. Якщо король знаходив замкнені двері, то приходив в лють і бив в неї кулаками. Одного разу він розбив вікна на вулицю, і після цього там навісили залізні решітки.
Отто не любив нікуди їздити, можливо, тому, що під час виїздів народ з цікавістю і жахом дивився на нього. Якщо доводилося все-таки виїжджати, карету подавали до заднього виходу. Бували випадки, коли король, сівши вже було в екіпаж, в жаху кидався назад в будинок і кричав: «Я не їду!». Джерело Инсбрукскої газети спростував слух, що король нібито сумував за рідним Мюнхеном і просив відвідати Резиденцію.
Розваги короля були нечисленні. Іноді Отто брав газети і дивився їх; невідомо, чи розумів він там що-небудь. Одного разу в його кімнату поставили музичну шкатулку: він з цікавістю слухав її, по його обличчю пробігала тінь задоволення. Про це повідомили лікаря. Той велів купити велику шкатулку за 5 тисяч марок. Однак на неї король вже так не реагував, а потім став і демонструвати відразу, так що інструмент прибрали. Оточення короля говорило, що той все ж впізнає деяких людей і з приємним відчуттям дивиться на них.

## Скинення і смерть

Отто I на смертному одрі. 1916

17 травня 1889 померла мати Отто і Людвіга, Марія Прусська. 12 грудня 1912 року а в 91-річному віці помер регент — дядько короля принц Луітпольд. Новим регентом став його син, вже літній двоюрідний брат Отто принц Людвіг, який вжив енергійних заходів з тим, щоб не чекати престолу, а зайняти його самому скоріше. 4 листопада 1913 року були внесені маючі зворотню силу поправки до Конституції, згідно з якими монарх, невиліковно хворий протягом 10 років, міг бути позбавлений престолу. 8 листопада 1913 було оголошено, що царювання Отто закінчилося, а принц Людвіг приніс присягу як король Людвіг III (він прийняв титул ще 5 листопада). Однак Отто не був позбавлений свого титулу, і протягом наступних майже трьох років у Баварії було два живих короля.
11 жовтня 1916 року 68-річний Отто раптово помер від завороту кишок, викликаного нездоровим харчуванням. Через три дні в церкві св. Михайла в Мюнхені тіло Отто було поховано поруч з могилою його брата Людвіга II.
Коли Отто помер, вже два роки йшла Перша світова війна. Ще через два роки в листопаді 1918 його кузен Людвіг III, як і ще два десятка німецьких монархів, після зречення Вільгельма II також відрікся від престолу, і баварська монархія припинила існування.

## У культурі
У фільмі Лукіно Вісконті «Людвіг» (1972) молодого принца Отто грає Джон Молдер-Браун.
У фільмі Марі Ноель і Петера Зера «Людвіг Баварський» (2012) молодого принца Отто грає Том Шилінг.